# 音乐类型

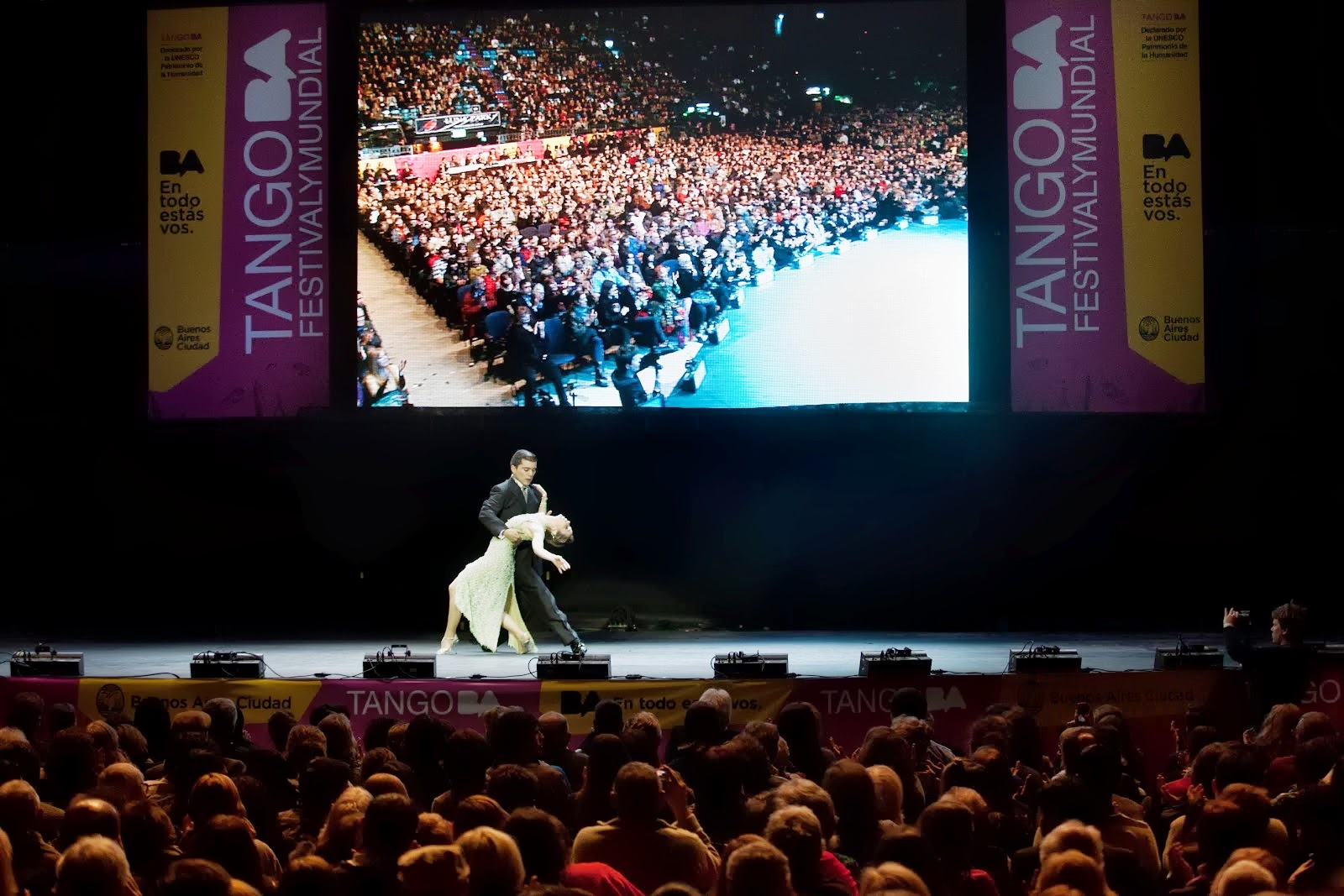
探戈

音乐类型（英語：music genre），或称音乐流派，是对于音乐作品归属的传统性分类。它与音樂形式并不相同，尽管在现实中有时会混用。 
音乐可以以不同方式分属不同的类型。音乐的艺术本质决定了，这样的分类往往是专断且陈腐的，而且许多类型往往会相互交叉。对于类型的分类有许多学术著作。在道格拉斯·M·格林的《声调音乐的形式》（Form in Tonal Music）一书中，他把文艺复兴时期音乐划分为诸如牧歌、經文歌、合组歌（Canzona）、里切尔卡和舞曲等类型。他对于音乐类型和音乐形式的概念有着严格区分。而如彼得·万·德·莫维（Peter van der Merwe）等人，则将音乐类型和音乐形式等同，认为音乐类型就是有着相同的某种形式或者“基本音乐语言”的音乐的总和。其他人，例如阿伦·A·摩尔（Allan F. Moore），则表示类型和形式应当区别，而且一些次要特征，例如主题内容，也可以用来区分类型。一个音乐类型或子类型可通过所用的音乐技巧、音乐风格、语境以及主题的内容和精神来确定。有时候地域会被用来区分不同的音乐类型，尽管单一地域分类往往会包含大量不同的子类型。

## 藝術/流行/傳統的區別
音樂學家有時候根據菲利普·塔格（Philip Tagg）的“民間”、“藝術”和“流行”音樂“等三角形”的圖案來區分音樂。他解釋說，這三者中的每一個類型都可以根據一定的標準與其他類型區分開來。